# صادق أباد (سميرم)
صادق أباد هي قرية في مقاطعة سميرم، إيران. عدد سكان هذه القرية هو 116 في سنة 2006.